# Donna Lynne
Donna Lynne, née le 27 octobre 1953 à Jacksonville, est une femme politique américaine, membre du Parti démocrate. Elle est lieutenant-gouverneure du Colorado au côté du gouverneur John Hickenlooper, de 2016 à 2019.

## Biographie
Lynne travaille pendant 20 ans à la mairie de New York puis pour la société Group Health Incorporated (GHI), de laquelle elle est vice-présidente exécutive.